# 三角線維軟骨複合体損傷
三角線維軟骨複合体損傷（さんかくせんいなんこつふくごうたいそんしょう、英: Triangular Fibrocartilage Complex injuries、TFCC損傷）とは、手関節の尺側側(くるぶし側)に存在する軟部組織で、三角線維軟骨（英: triangular fibrocartilage、TFC、Disc Proper ）とその周囲の靱帯構造からなる線維軟骨-靱帯複合体である三角線維軟骨複合体の損傷のことである。

## 概要
三角線維軟骨複合体は、1981年に、Palmer と Wernerらにより命名された。手関節尺側に存在する関節円板や靱帯、半月板類似体を総称して三角線維軟骨複合体(Triangular Fibrocartilage Complex; TFCC)と名付けた。更に現在では、中村 俊康(Toshiyasu Nakamura M.D., Ph.D)の機能解剖学的研究によってその三次元構造が明らかになった。TFCC は、手首の小指側に沿った三角形の形の部分にあたり、主に尺骨三角骨靭帯、尺骨月状骨靭帯、掌側橈尺靭帯、背側橈尺靭帯、関節円板、尺側側副靱帯、三角靱帯からなる。手首の外側の衝撃を吸収する役割を担う。画像診断や手術等に役立っている。
そして、この部位に特異的に発症し、それまでの腱鞘炎などとは区別されるべき病症として、三角線維軟骨複合体損傷(以下、TFCC 損傷)と呼ばれるようになった。TFCC 損傷には外傷性損傷と変性損傷がある。
現在では治療法はほぼ確立されており、詳細な診断の後、TFCC 損傷に対しては、最小侵襲手術（小切開で行う手術で、患者への負担が軽減される）の関節鏡視下手術により、損傷等した靱帯やTFCCの縫合・再建術や滑膜切除術が行われる。靱帯損傷のみならば、患者のQOL(Quality Of Life、「生活の質」の意)を考慮すれば鏡視下で行うのが妥当だが、靱帯の損傷具合等によっては直視下（切開）に切り替わる。また、尺骨(英: plus variance )の症例に対しては、尺骨骨切り(短縮)術(ulnar shortening osteotomy)という尺骨の長さを短くする手術が行われる。検査では把握しきれなかった靱帯損傷等を起こしている場合が有り、術式等を都度変更しなければならないことが有り、臨床現場では難しい手術の1つとなっている。それ故、TFCC 損傷の手術を行える専門医が少ないことが問題視されていること、更には鏡視下での手術は高度な技術が要求される。

## 原因
損傷の主要因は外傷である。靭帯の断裂は強い衝撃やその繰り返しにより起きるのは、他の部位に発症する症例と同じである。手首に起きることから、野球やテニスをやっている方には例外なく起こりうるという。また、転倒した際に手関節から転倒して靱帯損傷につながることもある。交通事故でも気が付かないうちに、外傷性損傷による靱帯損傷などを起こしている場合がある。手関節の酷使によっても同様なことが起こりうる。また、加齢による変性損傷によって発生することもある。
また、外傷を認めずに発症することがあり、この要因として尺骨が橈骨に対して長くなっている骨の形状または配置異常 (plus variance) が挙げられる。しかし、長さが同じ（neutral variance）か短い（minus variance）場合でも TFCC 損傷を発症しうるとされている。

## 症状
腱鞘炎と酷似した症状を示す。手関節、特に尺骨側への痛みが強い場合が多く、日常生活での慢性的な痛みが持続する。重症化すると、回内外可動域（英: Range Of Motion、ROM、関節可動域）での随意運動に支障をきたして動かせなくなる。具体的には、手首をひねる運動、ドアノブを回す動作、ペットボトルの蓋を開ける動作、重い物体を持ち上げたり、下から支えたりする動作（子供やペット犬を抱きかかえたり、バッグを持ち上げたりなど）が痛みのため困難となる。自発痛は生じないことが多い。

## 診断
始めにX線を撮影し、尺骨突き上げ症候群（尺骨が橈骨よりも長いこと）かどうかを判断する。TFCC のような稠密な構造は X線 での診断は不可能に近く(※関節造影検査を除く)、MRI検査で診断を下す。専門医の場合は、触診で靱帯損傷の有無を判断できるがやはり MRI 検査などでの追精査が行われる。
関節造影検査(X線透視検査)を行い、靱帯断裂を起こしているかどうかを判断する場合もある。関節造影検査は手関節にヨード造影剤を注入してそこから造影剤の漏出を見る。漏出があれば靱帯損傷との診断根拠となる。
確定的な診断のためには関節鏡による観察が行われる。ただし関節を暴露するため無菌環境下で行う必要があり、患者への侵襲が大きい。そのため手術と平行して行われる。遠位橈尺関節(英: distal radioulnar joint、DRUJ)不安定性は自覚的に手首内に発生するクリック音としてとして感知することが多く、また重症化した場合は、手渡しの行動や動作開始時に「手が抜けるような感じ(slack)」を呈する場合が多い。

### 圧痛テスト
理学所見をまず確認する。腫脹，発赤，熱感，手関節変形の有無を確認し、次に圧痛の部位を調べ、両手関節回内外可動域（手関節掌背屈橈尺屈,前腕回内外）や握力を測定する。
1)  背側部圧痛
```
DRUJ 背側の
圧痛
があれば DRUJ 障害をまず考え、回内外させて左右差を比較し不安定性を診る。
```

2)   尺側側面の圧痛
尺骨茎状突起の圧痛は外傷性であれば同部の骨折や偽関節をまずは疑うが、TFCC 損傷でも圧痛が存在する場合がある。更に遠位で尺側手根伸筋（exensor carpi ulnaris; ECU）腱と尺側手根屈筋（flexor carpi ulnaris; FCU）腱との間の窪みでの圧痛は月状三角骨関節障害を疑う。これは、ulnar snuff box testという。
3)   掌側部圧痛
FCU 腱に沿って痛みや腫脹圧痛が存在する場合にはFCU腱鞘炎をまず疑う。他動的にストレスを掛けると疼痛が誘発される。テニスなど掌屈を繰り返すスポーツや職業に多い。その遠位の豆状骨直上に腫脹圧痛が存在する場合には外傷性であれば豆状骨骨折を疑い，非外傷性であれば豆状三角関節障害を考える。
更に遠位での有鉤骨に圧痛が存在する場合には有鉤骨骨折を疑う。野球のバットなどで強く硬いものを叩くときに介達外力で発生したり，手を開いた肢位で手をつくなどの外傷の既往が参考になる。また、その近傍で Guyon 管周辺に圧痛が存在し、小指球の痺れや Tinel's sign が存在すれば Guyon 管症候群を考える。

### 誘発テスト
徒手検査ともいうが，どの検査も左右比較することも重要。
1)   Piano Key Sign
手関節を回内外に保持し，検者の一方の手で掌側からカウンターをかけながら他方の手で掌側方向へ尺骨頭を押すようにする。DRUJ に不安定性が存在する場合や関節リウマチで陰性となる。
2)  DRUJ ballottement test
DRUJ の不安定性をみる検査で，一報の手指で橈骨遠位を把持しもう一方の手指で尺骨遠位を把持し、DRUJ を掌背側に擦し合わせるようにする。回内中間外位で調べる。疼痛，不安定性，clickがある場合を陰性とする。

## TFCC 損傷分類
臨床の現場では Palmer による下記のように関節鏡分類が用いられる。
 Class 1  新鮮断裂
- 1A: 中央部損傷
- 1B: 尺側損傷
- 1C: 遠位（辺縁）損傷
- 1D: 橈側損傷

 Class 2  変性断裂
- 2A: 関節円板のすり減り
- 2B: 関節円板のすり減り + 月状骨の軟化
- 2C: 関節円板の穿孔 + 月状骨の軟化
- 2D: 関節円板の穿孔 + 月状骨の軟化 + 月状三角骨間靱帯の損傷
- 2E: さらに進行した変性所見

但し、臨床現場では上記だけの分類では不十分だと、中村 俊康(Toshiyasu Nakamura, MD, PhD)から指摘があり、下記のように分類分けを行うのが適当とされている。
 新鮮損傷 
- 橈側損傷    (英: radial slit tear)
- 尺側損傷    (英: ulnar slit tear)
- 中央部損傷  (英: central slit tear)
- 掌側損傷    (英: palmar slit tear)
- 背側損傷    (英: dorsal slit tear)
- 水平断裂    (英: horizontal tear)
- 近位部損傷  (英: proximl slit tear)
- 橈側大断裂  (英: radial avulsion)
- 尺側大断裂  (英: prestyloidal tear)
- 小窩部剥離  (英: foveal avulsion)

 変性損傷 
- 軟化        (英: malacia)
- 線維化      (英: fibrillation)
- 穿孔        (英: perforation)

## 治療
TFCC 損傷と診断された場合、初期治療としてまずは安静、消炎鎮痛剤の投与(NSAIDs)、サポーターやギプスなどを用いて手関節を保存療法(対症療法)をすることが有意であるとされている。サポータ固定を行った場合、概ね70%の有効率を認めるとされている。但し、固定療法は原則的に3ヶ月間とされている。3ヶ月が過ぎても症状が改善されない場合は、外科的治療即ち手術加療が適用されると言われている。
また、治療を必要とする症例の多くは外傷例である。
しかし、年齢などから TFCC が摩耗しているため手術加療を必要としながらも、手術が不可能な場合も存在しうる。手関節にステロイド注射を行うこともある。だが、MRI 検査などで十分に評価をした上で注射されるとしている。理由としては、関節内にステロイドを注入すると軟骨が痛む危険性を伴うためである。
手術療法としては、症状によって内容が変わる。尺骨突き上げ症候群の場合は尺骨を橈骨と同じ高さにする尺骨短縮術を行う。尺骨短縮術とは骨切り手術で、数mmを切除し、プレートとボルトを用いて固定する。プレートとボルトは半年以上経った段階で、それを摘出する手術を再度行う。ただし術後は穿孔によるダメージのために骨折のリスクがある。
尺骨突き上げ症候群を伴わずに靱帯損傷・TFCC 損傷の場合は、関節鏡を用いたTFCC 部分切除術、TFCC 縫合術・再建術や関節滑膜部分切除術などが行われる。基本的には、全身麻酔管理下での手術となる。手関節内に血が溜まると術野が確保できないため、腕にターニケット（）を巻いて腕に圧力を掛け、血を一時的に止める。関節鏡を用いるため、腕は点滴台等で牽引されて、手術が行われる。また、場合によっては直視下(即ち、メスで切り開くこと)で縫合術等を行うこともある。

## 術式（手術）
- 鏡視下手術

基本的には全身麻酔で行うことが望ましいとされている。理由として、TFCC 縫合術や尺骨短縮術が追加を要する可能性があるからである。手術体位は仰臥位で、上腕に駆血帯を使用し、術野を確保し、点滴台に滅菌袋をかぶせ、finger trap を滅菌して吊す。示中指にそれを装着し、点滴台に吊して牽引する。上腕には 2kg の重錐を垂らし、手術を行う。
全てを滅菌下にしたのは、尺骨短縮術や直視下縫合などがすぐに行えるようにするためである。滅菌していない場合は、術者は再度手洗いをしなければならない手間がかかる。
- 鏡視下 TFCC 部分切除術

手術適応は遠位橈尺関節（DRUJ）の不安定性がなく、尺骨が neutral varience、minus varience で、TFCC や手根骨に変性がない disc 内の slit 損傷を認める場合である。
尺骨が plus varience の尺骨突き上げ症候群，TFCC の変性損傷や DRUJ 損傷以外の要因として尺骨が橈骨に対して長くなっている骨の形状または配置異常 plus variance が挙げられるが、長さが同じ（neutral variance）か短い（minus variance）場合でも TFCC 損傷を発症しうるとされている。の不安定性を呈する場合にこれを施術した場合の成績は不良である。
- 鏡視下TFCC縫合術

1. 関節包への縫合術(outside-in suturing)

TFCC の線維軟骨部が関節包から剥離した症例には良い適応となる。軽度から中等度の DRUJ 不安定性を呈し,剥離部の圧痛がある。
術後は sugar tongs ギプスを2週間着用し，その後は前腕ギプスを3~4週間行う。前腕ギプスの場合には患者に、回内外運動を出来るだけ行わないように注意する。
理由として、縫合糸で関節包に結んでいる靱帯が逢着しておらず、縫合糸が運動や重さで切れてしまうからである。
ギプス除去後は児童回内外運動を許可し、術後 8~10 週間後より荷物の保持や運動を許可する。
運動に関しては 6 ヶ月 ~9 ヶ月後に許可をする。
outside-in法にて関節包へ縫合或いは皮下縫合は、術後成績不安定という指摘もある。
柴田節子，中村俊康らの方法に準じて鏡視下に尺骨へのpull out固定が成績良好とされる。
1. 尺骨小窩への trans-ulnar 縫合術(trans-ulnar suturing)

DRUJ不安定性を呈す症例の中等度〜重度を伴う靱帯の水平断裂,小窩剥離損傷で,受傷早期で且つ尺骨がneutral varience, minus varience例がこの手術の適応となる。
受傷から手術までの期間は6ヶ月以内が望ましい。
尺骨に均等な2間の骨孔を作成し、そこから縫合糸を通し、尺骨小窩に pull-out し、disc ごとに TFCC を小窩に圧着するように縫合する。
TFCC尺側遠位辺縁断裂を伴う場合には関節包縫合法で関節包にTFCCを縫合する。
術後は sugar tongsギプスを2週間着用し，その後は前腕ギプスを 3 ~4 週間行う。前腕ギプスの場合には患者に、回内外運動を出来るだけ行わないように注意する。
理由として、縫合糸で関節包に結んでいる靱帯が逢着しておらず、縫合糸が運動や重さで切れてしまうからである。
ギプス除去後は児童回内外運動を許可し、術後8~10週間後より荷物の保持や運動を許可する。
運動に関しては 6 ヶ月 ~9 ヶ月後に許可をする。
- 直視下手術

鏡視下では対応しきれない手術や尺骨骨切り術の際に行う。
麻酔は全身麻酔で術中体位は仰臥位である。術野の確保のため、患者の上腕に駆血帯をつけ駆血を行う。
- 尺骨短縮術

尺骨突き上げ症候群で尺骨がplus varience症例や靱帯損傷が変性の場合に行う。
変遷損傷の場合、縫い付けたとしても靱帯と縫合糸を結んでいる靱帯が切れる可能性があるため、縫合術は不適となり、尺骨短縮術
へとなる。
変性損傷での短縮術の場合、尺骨が neutral varience 、minus varience であっても行う。
尺骨突き上げ症候群の場合は、橈骨と同じながさになるように尺骨骨切り術を行う。
骨切り後はプレートとネジで固定をする。
変性損傷又は水平断裂等の損傷により靱帯が縫えない場合、尺骨短縮術を行う。
靱帯が縫えなかったとしても、尺骨を短縮することによって TFCC の suspension 効果が高まり、尺骨手根骨間およびDRUJ間の支持生が向上し、また靱帯部分の緊張変化が有効的に作用したことが示唆される。
一般的に骨癒合はX線的に術後 6 ~8 週間で確認が出来る。
プレート除去は術後1年以上経過してから行うが、抜去後、骨切り部での骨折の危険があるので、抜去後1ヶ月は罹患肢の過度の使用を慎み。注意させるように勧告する。